# Solfatara

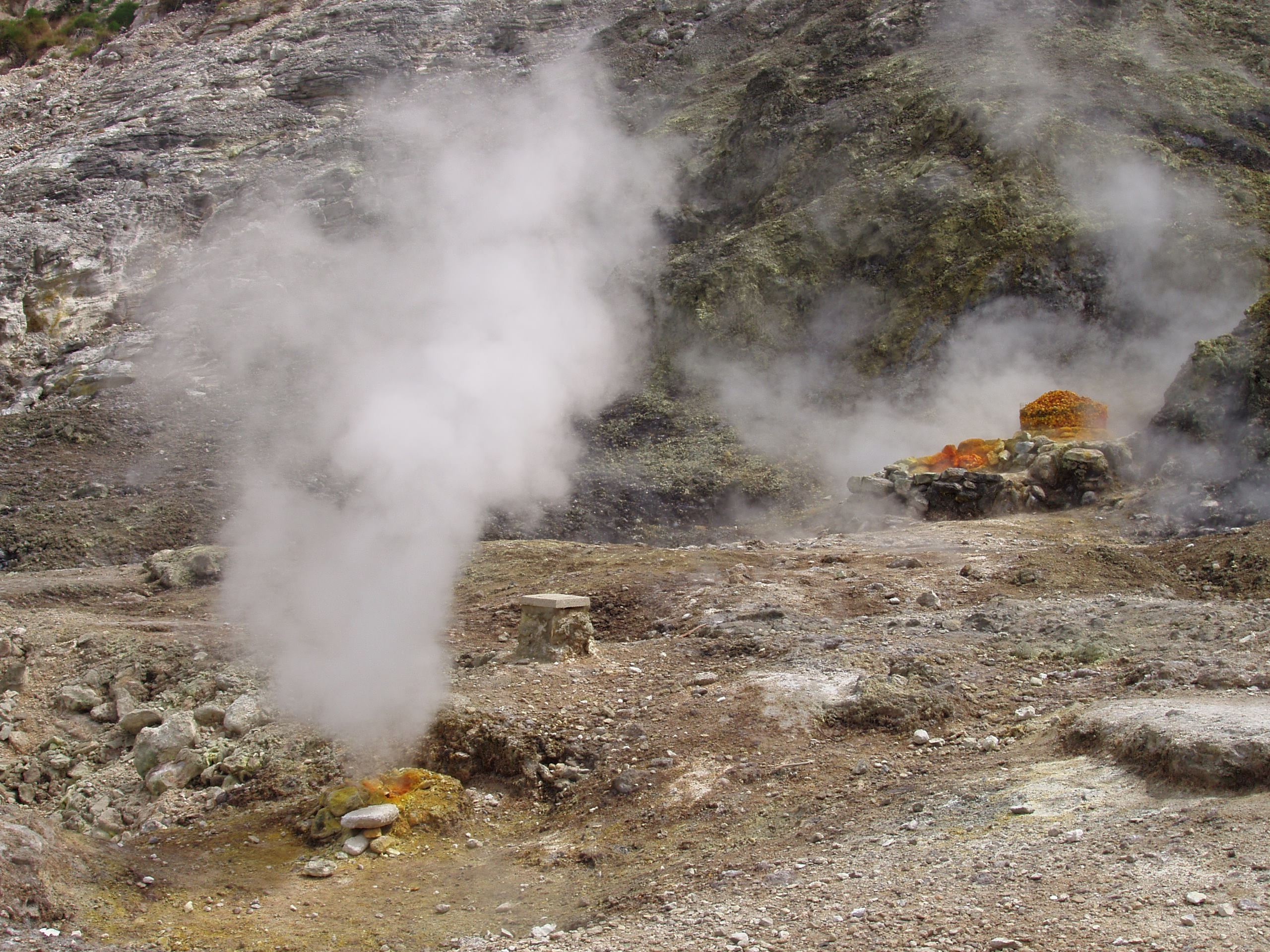
A Bocca Grande

A Solfatara egy alvó vulkán krátere Pozzuoli mellett, Nápolytól északra, amely kénes kigőzölgéseiről híres.

## A név eredete
Elnevezése a latin sulpha terra-ból származik, jelentése kénes föld, kénes vidék. Az antik világban Forum Vulcaninak nevezték, az istenek kovácsának, Vulcanusnak a tüzét látták benne.

## Fekvése
Nápolytól északra, Pozzuoli városa mellett. A Campi Flegrei vulkáni zóna része.

## Eredete
A vulkáni utóműködések, a szolfatarának a klasszikus típusa és egyben névadója is. A szolfatara tulajdonképpen a kénes fumarolák megnevezése. A vulkáni kráter, 92 méter mély, ellipszis alakú, sík terület, melynek leghosszabb átmérője megközelítőleg 700 méter. A kráter peremét trachit és andezit rétegek építik fel. Kb. 4000 évvel ezelőtt keletkezett és utoljára 1198-ban tört ki. Az utolsó kitörés freatikus volt – a talajvíz és magma találkozásakor keletkezett gőz okozta. A vulkáni kráterben ma is látható kénes fumarolák 1913 óta működnek.

## Nevezetességei
A kráter nevezetességei a működő fumarolák és iszapvulkánok.
- Bocca Grande - az obszervatórium mögött található nagy nyílás, melyben folyamatosan fortyog a szinte száraz homok és lövelli ki a 162 °C-os kénes gőzt. A környékén levő sziklákra vastag rétegekben rakódik le a kicsapódott kén, emiatt a nyílás környéke sárga színű. Ugyancsak itt tapasztalható érdekes jelenség a vízgőz kondenzációja, amely akár egy újságpapírból készített fáklya meggyújtásával is észlelhető: a pára összesűrűsödik és elszíneződik, mivel a gőzben lévő anyagok ionizálódnak a kis párafelhőcskékben. E gőzök mozgatják a homokot.
- La Fangaia vagy Kis Solfatara - utolsó kitörésére 1921-ben került sor, ekkor a kilövellt gőz hőmérséklete 143 °C fok volt. Ma már csak 98 °C-os gőzt termel.
- Stufa - alagútszerű építmények, amelyeket a Bocca Grande közelében lévő fumarolák felé építettek gyógyászati céllal.

A kénes gőzöket római idők óta terápiás célokra használják. Itt fedezték fel a Solfolobus solfataricus baktériumot. Más taxonokhoz hasonlóan  a Solfolobus genust is a felfedezés helyszínéről nevezték el.

## Megközelítése
A kráter Pozzuoli elővárosában fekszik, mindössze 15 perc gyaloglásra a városközponttól és kikötőtől. Egy 2017-es tragédia miatt a területet lezárták, nem látogatható. A kráter mellett egy kemping található, mely szintén zárva tart.